# Comté de Fulton (Kentucky)
Pour les articles homonymes, voir Comté de Fulton.
Le comté de Fulton est un comté de l'État du Kentucky, aux États-Unis, fondé en 1845. Son siège est basé à Hickman.